# Moranopteris bradei
Moranopteris bradei är en stensöteväxtart som först beskrevs av Paulo Henrique Labiak och F.B.Matos, och fick sitt nu gällande namn av R.Y.Hirai och J.Prado. Moranopteris bradei ingår i släktet Moranopteris och familjen Polypodiaceae. Inga underarter finns listade.